# Амфотер
Амфоте́р (др.-греч. Ἀμφότερος) — в греческой мифологии сын нимфы Каллирои и Алкмеона, внук фиванского героя-прорицателя Амфиарая.
Когда Алкмеон был вероломно убит сыновьями царя Фегея, Каллироя упросила Зевса сделать так, чтобы её сыновья Акарнан и Амфотер, которые еще лежали в колыбели, выросли за одну ночь и отомстили убийцам своего отца. Зевс превратил детей Каллирои в настоящих мужчин. Братья взялись за оружие и умертвили не только убийц отца, но также самого царя Фегея и его жену. Сами они нашли убежище в Тегее, посвятив дельфийскому храму Аполлона ожерелье и пеплос Гармонии, ставшей причиной смерти Алкмеона и проклятия рода Амфиарая. Ожерелье и пеплос позднее похитили из храма предводители священной войны, чтобы подарить женам. По другой версии, их забрал себе фокийский разбойник. Затем Амфотер с братом перешли в Эпир, собрали переселенцев и основали города в Акарнании.